# Vale de Cavalos
Vale de Cavalos é uma povoação portuguesa sede da Freguesia de Vale de Cavalos do Município da Chamusca, freguesia com 120,05 km² de área e 814 habitantes (censo de 2021), tendo, por isso, uma densidade populacional de 6,8 hab./km².

## História
Até 1855 pertenceu ao concelho de Ulme, extinto nessa data, passando então a integrar o concelho (atual município) da Chamusca.
Nesta integrava uma outra freguesia designada de Vila de Rei, que foi seu senhorio Rui Gomes de Alvarenga e que era o chanceler-mor do Reino no tempo de D. Afonso V.

## Geografia
Compõem a freguesia os lugares de Vale de Cavalos, Caniceira, Casal das Oliveiras, Vale da Lama d’Atela, Quinta Nova, Vale Carros, Perna Seca, Perna Molhada e Sesmarias.
Confronta com as freguesias de Parreira e Chouto, Ulme, Chamusca e Pinheiro Grande (município da Chamusca), Pombalinho (município da Golegã), São Vicente do Paul (município de Santarém), Alpiarça (município de Alpiarça), Fazendas de Almeirim (município da Almeirim).

## Demografia
Nota: Com lugares desta freguesia foi criada pela Lei n.º 106/85, de 4 de outubro, a freguesia de Parreira.
A população registada nos censos foi:
| Distribuição da População por Grupos Etários | Distribuição da População por Grupos Etários | Distribuição da População por Grupos Etários | Distribuição da População por Grupos Etários | Distribuição da População por Grupos Etários |
| -------------------------------------------- | -------------------------------------------- | -------------------------------------------- | -------------------------------------------- | -------------------------------------------- |
| Ano                                          | 0-14 Anos                                    | 15-24 Anos                                   | 25-64 Anos                                   | > 65 Anos                                    |
| 2001                                         | 136                                          | 137                                          | 622                                          | 361                                          |
| 2011                                         | 87                                           | 90                                           | 502                                          | 353                                          |
| 2021                                         | 67                                           | 57                                           | 367                                          | 323                                          |

## Património
- Complexo Desportivo
- Núcleo Museológico da Água
- Salão Associativo e Sócio-Cultural
- Espaços Urbanos Culturais
- Campo de Tiro
- Igreja de Nossa Senhora dos Remédios ou Igreja do Divino Espírito Santo

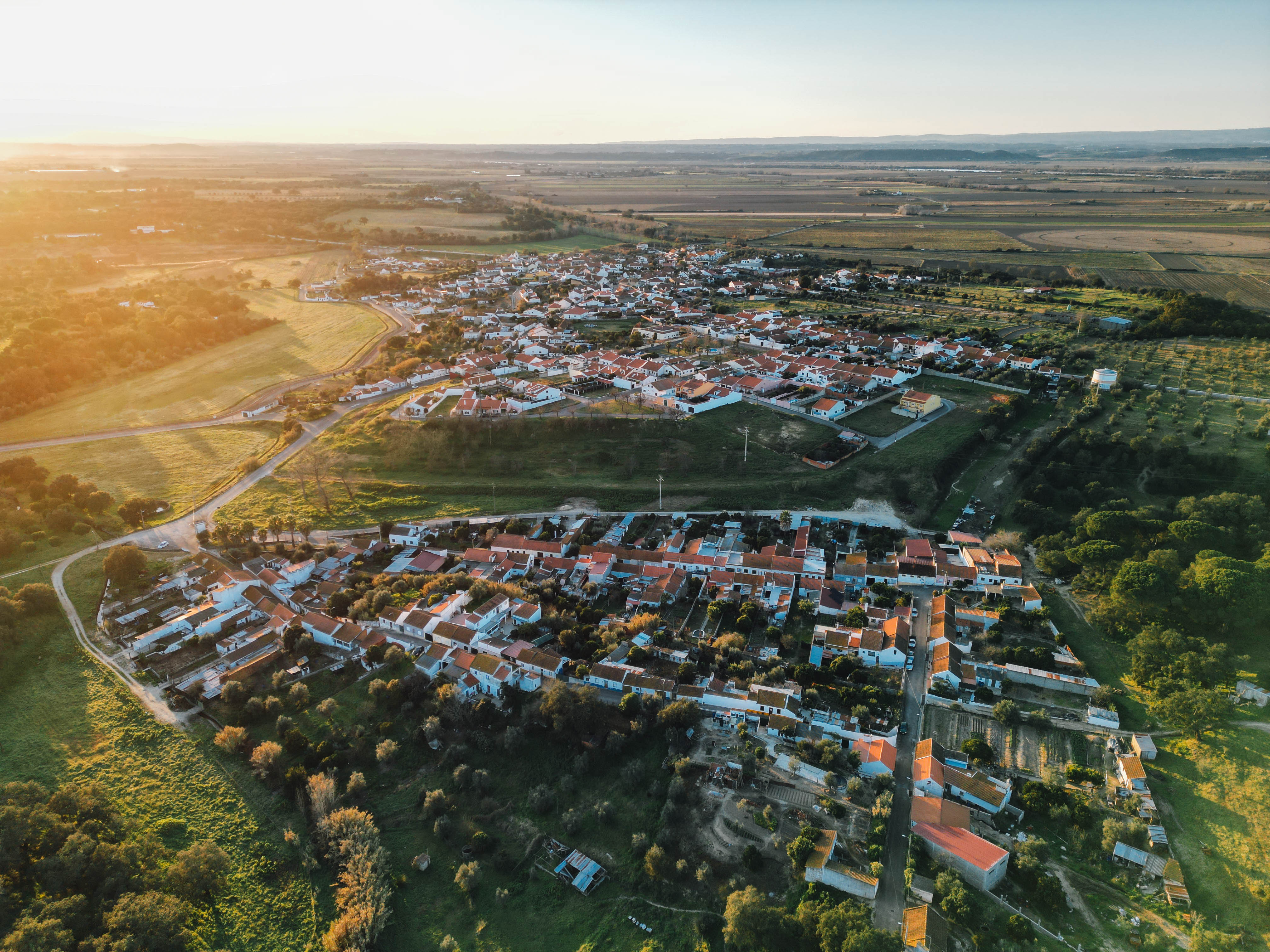
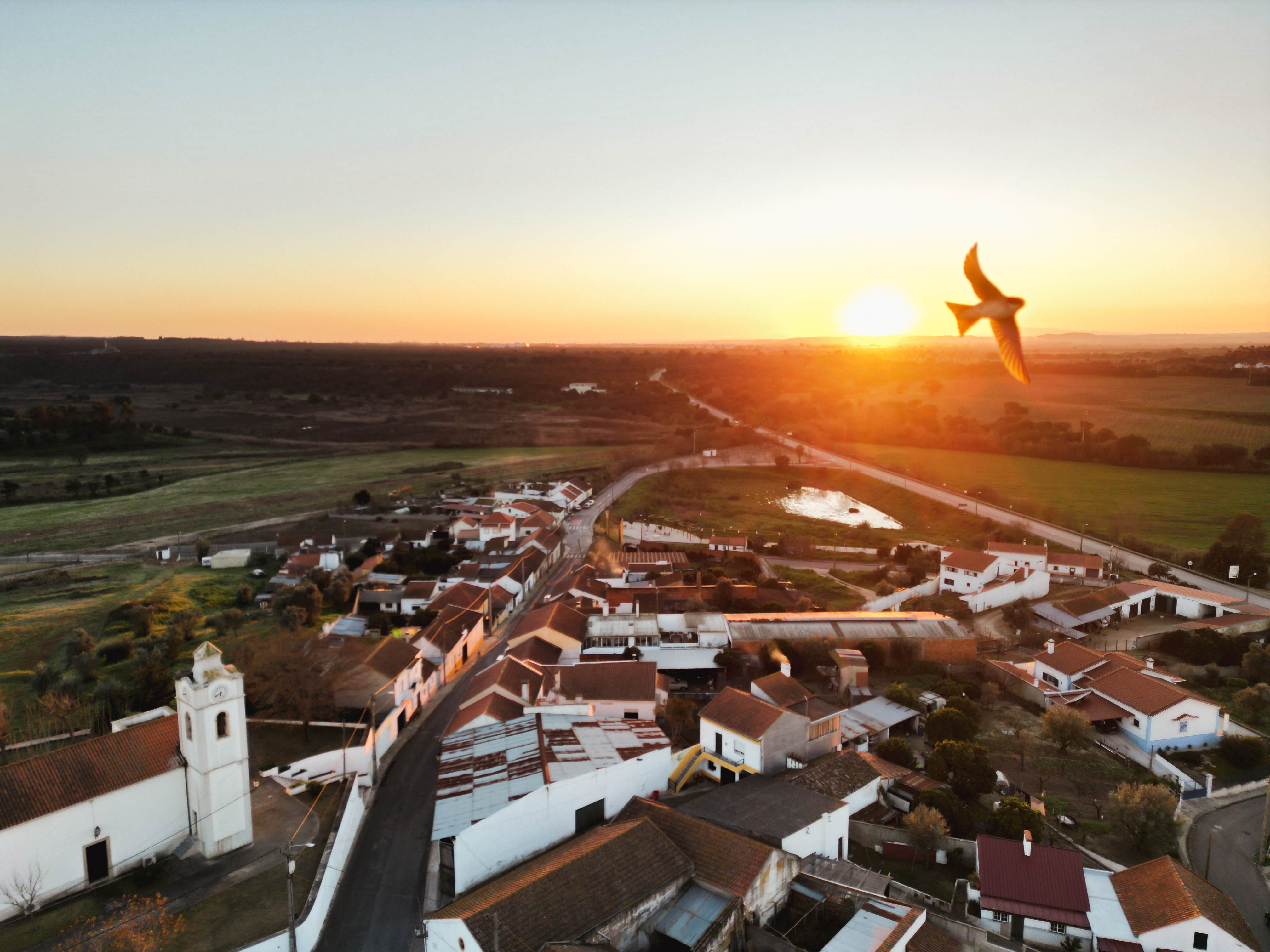